# Parafia św. Jerzego w Wierzchlesiu
Parafia św. Jerzego – parafia prawosławna w Wierzchlesiu, w dekanacie Sokółka diecezji białostocko-gdańskiej.
Na terenie parafii funkcjonuje 1 cerkiew:
- cerkiew św. Jerzego w Wierzchlesiu – parafialna

## Historia
Parafię erygowano w 1992 po wydzieleniu terytorialnym z parafii św. Aleksandra Newskiego w Sokółce. Drewnianą cerkiew św. Jerzego, służącą obecnie parafii, zbudowano w 1942.
Do parafii poza Wierzchlesiem należą wsie Łaźnisko i Suchy Hrud – razem (według danych z 2002) około 95 rodzin (240 wiernych). Według innego źródła, w 2017 parafia liczyła 135 osób.

## Wykaz proboszczów
- 1992 – ks. Bazyli Ignaciuk
- 1992 – 1996 – ks. Walerian Antosiuk
- 30.10.1996 – 1.09.2004 – ks. Wiktor Tetiurka (Tietiurka)
- od 2.09.2004 – 30.09.2009 – ks. Anatol Martyniuk
- od 1.10.2009 – ks. Adrian Charytoniuk